# Limnophora solomonensis
Limnophora solomonensis är en tvåvingeart som beskrevs av Shinonaga 2005. Limnophora solomonensis ingår i släktet Limnophora och familjen husflugor. Inga underarter finns listade i Catalogue of Life.